# Joaquim Pedro de Andrade
Pour les articles homonymes, voir Andrade.
Joaquim Pedro de Andrade, né le 25 mai 1932 à Rio de Janeiro, mort le 10 septembre 1988 , est un réalisateur et scénariste brésilien.

## Biographie
Fils de Rodrigo Melo Franco de Andrade, fondateur de l’Institut du patrimoine historique et artistique national, et de Graciema Prates de Sá, il naît le 25 mai 1932 à Rio de Janeiro, au Brésil, où il passe son enfance, ainsi que dans la région du Minas Gerais, côtoyant les plus grands intellectuels de l’époque.
En 1950, il commence des études de physique à la Faculté nationale de philosophie de Rio, où il fréquente un ciné-club (le Centro de Estudos Cinematográficos) dirigé par Saulo Pereira de Melo et Mário Haroldo Martins. Il sera véritablement initié au cinéma par son professeur de mécanique analytique, Plínio Sussekind Rocha, fondateur du Chaplin Club.
Durant cette période il écrit dans un journal universitaire et fait ses premières expériences cinématographiques en amateur. Parallèlement, il rencontre Sarah de Castro Barbosa, qui deviendra sa première épouse. Il fait l’acteur dans Les Thibault de Saulo Pereira de Melo et il est assistant-réalisateur sur le court métrage Caminhos de Paulo Cesar Saraceni.
Il abandonne définitivement la physique en 1957 pour se consacrer entièrement au cinéma. Il débute dans la réalisation avec les courts métrages O poeta do castelo et O mestre de Apipucos, financés par l’Institut national du livre brésilien. Les films montrent des instants de la vie intime de deux artistes âgés : le poète Manuel Bandeira, que de Andrade connaît depuis l’enfance, et le sociologue Gilberto Freyre.
En 1960, il tourne le court métrage Peau de chat dans les rues de Rio avec des comédiens amateurs. En 1963, il réalise son premier long métrage, Garrincha, alegria do povo, documentaire sur un footballeur très populaire du moment, Manoel Francisco dos Santos. Puis, après avoir créé la société de production Filmes do Serro, il aborde la fiction avec Le Prêtre et la jeune femme en 1965.
En 1969, il est emprisonné quelques jours par la dictature militaire au pouvoir au Brésil, puis commence le tournage de ce qui sera son plus grand succès critique, Macunaïma.
En 1976, il se remarie avec l’actrice Cristina Aché, qu’il dirigera dans Guerre conjugale et Sentier tropical. Il est le père de l’actrice Maria Flor.
Il meurt d’un cancer du poumon, le 10 septembre 1988, à 56 ans, au moment où il prépare l’adaptation du livre de Gilberto Freyre, Casa grande e senzala.

## Filmographie
Réalisateur et scénariste

### Longs métrages
- 1963 : Garrincha, Alegria do Povo (documentaire)
- 1965 : Le Prêtre et la Jeune Fille (O Padre e a Moça)
- 1968 : Brasilia, Contradições de uma Cidade
- 1969 : Macunaïma (Macunaíma)
- 1972 : Les Conspirateurs (Os Inconfidentes)
- 1975 : Guerre conjugale (Guerra Conjugal)
- 1982 : L’Homme du bois Brésil (O Homem do Pau-Brasil)

### Courts métrages
- 1959 : O poeta do castelo (documentaire)
- 1959 : O mestre de Apipucos (documentaire)
- 1961 : Peau de chat (Couro de gato)
- 1977 : Contos Eróticos - segment Vereda tropical
- 1978 : O aleijadinho (documentaire) La vie et l’œuvre du sculpteur baroque brésilien Antonio Francisco Lisboa.

## Prix
- Mostra de Venise 1972 : Prix du Comité international de diffusion de l'art et des lettres par le cinéma pour Les Conspirateurs[1]